# Never Let Go (2014)
Never Let Go é um filme norte-americano dos gêneros suspense e drama, dirigido por Howard J. Ford em 2014.
Sua estreia no Brasil ocorreu no ano de 2015 sob o título Busca Sem Limites.